# Karolinenhof (Kremmen)
Karolinenhof ist ein Wohnplatz der Stadt Kremmen im Landkreis Oberhavel im Land Brandenburg.

## Geografische Lage
Der Wohnplatz liegt an der südwestlichen Grenze der Gemarkung Flatow und grenzt im Nordwesten an den Wohnplatz Kuhhorst der Gemeinde Fehrbellin und im Süden und Südosten an die Stadt Nauen. Der Großteil der Umgebung wird landwirtschaftlich genutzt. Im Süden befindet sich mit dem Eubruch eine Niederungsfläche. Die Zufahrt ist vom Rollinsruher Weg möglich, der von der nördlich verlaufenden Landstraße 17 zu den Wohngebäuden führt. Nördlich dieser Verbindung liegt, nur durch die Straße voneinander getrennt, der weitere Fehrbelliner Wohnplatz Rollinsruhe.

## Geschichte
Im Jahr 1817 erschien erstmals der Carolinenhof als Vorwerk des Gutes Flatow. Zu dieser Zeit lebten dort 10 Einwohner. Bis 1840 war die Anzahl auf neun Personen zurückgegangen, die in zwei Wohnhäusern lebten. Aus dem Jahr 1858 sind 58 Bewohner überliefert, 1860 standen im Vorwerk drei Wohn- und vier Wirtschaftsgebäude. Bis 1925 war die Anzahl der Personen wieder auf 15 zurückgegangen. Drei Jahre später wurde das Vorwerk dem Gemeindebezirk Flatow zugeschlagen. Dorthin war es auch zu jeder Zeit eingekircht.
Im 21. Jahrhundert wird in dem ehemaligen Vorwerk eine Ziegenkäserei mit Hofcafé betrieben.